# الاگاپورام
الاگاپورام (به انگلیسی: Alagapuram) یک منطقهٔ مسکونی در هند است که در تامیل نادو واقع شده‌است.

## خصوصیات
الاگاپورام ۵٬۱۰۵ نفر جمعیت دارد.